# Rockin' Roll Baby
Rockin' Roll Baby（ロッキン・ロール・ベイビー）は、笠浩二の2枚目のシングル。1990年4月25日にポリドール・レコードから8cmCDで発売された。

## 解説
- スタイリスティックスのカヴァー。
- 日本語詞を担当した松本隆がMVの監督を務めた。出演は笠浩二と『RIM』のメンバーの伊藤信雄と宮脇俊郎の3人と田口智治がゲスト出演し関口誠人は友情出演している。

## 収録曲
| #  | タイトル              | 作詞   | 作曲             | 編曲     |
| -- | --------------------- | ------ | ---------------- | -------- |
| 1. | 「Rockin' Roll Baby」 | 松本隆 | T･Bell 、L･Creed | 鷺巣詩郎 |
| 2. | 「純情夜」            | 松本隆 | 筒美京平         | 鷺巣詩郎 |

## 収録アルバム
- RYU (Rockin' Roll Baby・NaNaNaNa-Mix)
- GOLDEN☆BEST C-C-B (Rockin' Roll Baby)
- RYU＋ (Rockin' Roll Baby・NaNaNaNa-Mix)